# Klientdator
En klientdator (engelska client) är en dator som är uppkopplad mot ett datornätverk i ett klient–server-system. Systemet är i allmänhet tänkt att fungera genom att en användare använder klientdatorn för att skicka kommandon till en server, som då levererar en tjänst i form av e-post- eller databas-åtkomst, serverbaserad programvara, eller liknande.
Den typiska klientdatorn är en hemdator som via en internetleverantör är uppkopplad mot Internet. 